# Husson
Husson ist eine Ortschaft und eine ehemalige französische Gemeinde mit 177 Einwohnern (Stand 1. Januar 2022) im Département Manche in der Region Normandie. Sie gehörte zum Kanton Le Mortainais im Arrondissement Avranches.
Mit Wirkung vom 1. Januar 2016 wurden die bisherigen Gemeinden Le Teilleul, Ferrières, Heussé, Husson und Sainte-Marie-du-Bois zur namensgleichen Commune nouvelle Le Teilleul zusammengelegt. Die ehemaligen Gemeinden haben in der neuen Gemeinde den Status einer Commune déléguée. Der Verwaltungssitz befindet sich im Ort Le Teilleul.
Nachbarorte von Husson sind Saint-Jean-du-Corail im Norden, Barenton im Nordosten, Saint-Cyr-du-Bailleul im Osten, Sainte-Marie-du-Bois und die Commune déléguée Le Teilleul im Süden und Notre-Dame-du-Touchet im Westen.

## Bevölkerungsentwicklung

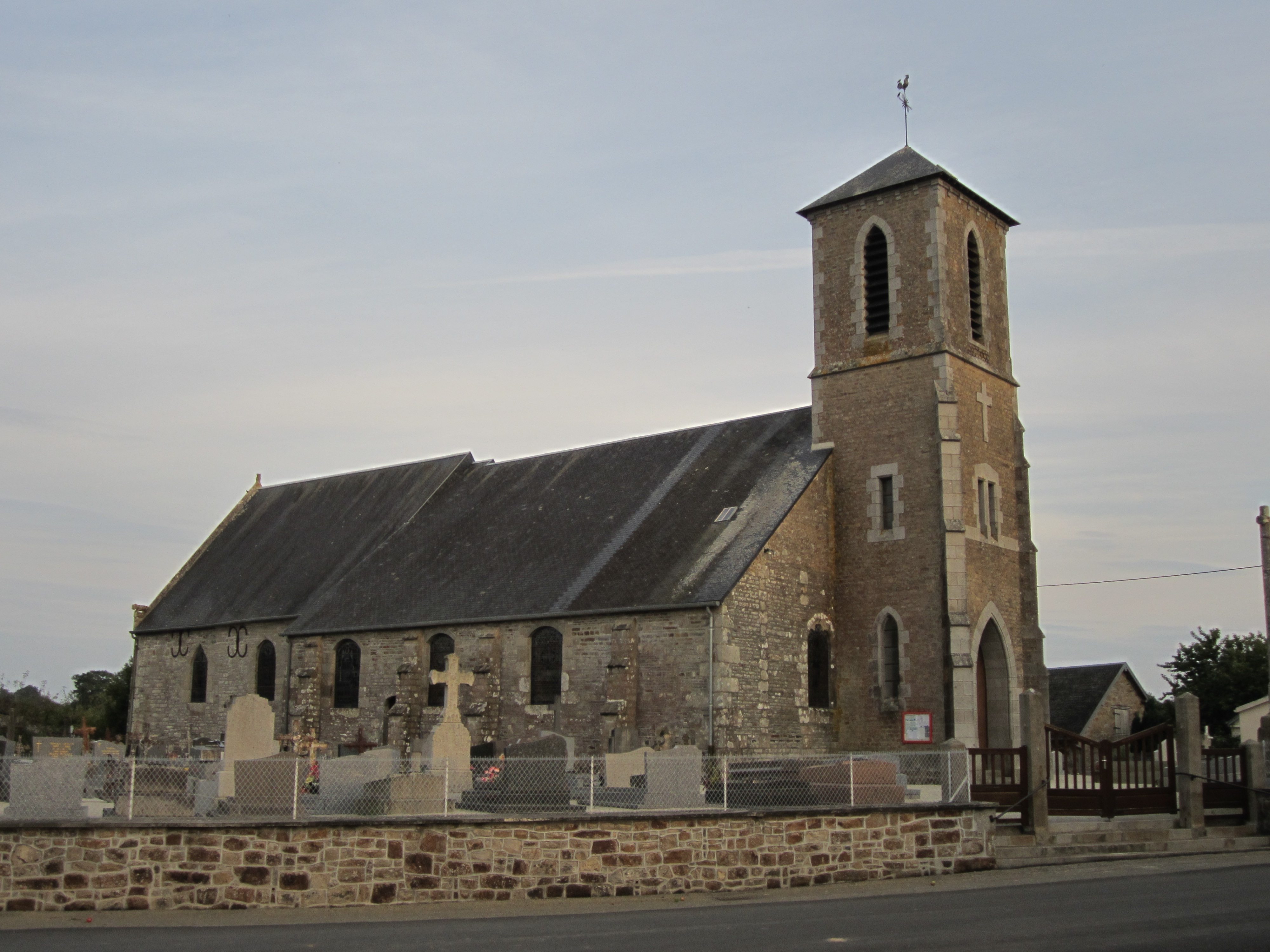
Kirche Saint-Pierre

| Jahr      | 1962 | 1968 | 1975 | 1982 | 1990 | 1999 | 2008 | 2015 |
| --------- | ---- | ---- | ---- | ---- | ---- | ---- | ---- | ---- |
| Einwohner | 423  | 424  | 333  | 310  | 286  | 260  | 234  | 182  |